# Costacciaro
Costacciaro est une commune italienne d'environ 1 300 habitants, située dans la province de Pérouse, dans la région Ombrie, en Italie centrale.

## Géographie
Castacciaro est situé près de Gubbio dans le nord-est de la province de Pérouse, en Ombrie.
Petit centre médiéval, il se situe à une altitude 536 m sur la haute vallée du fleuve Chiascio sur les pentes du mont Cucco aux confins de l'Ombrie et des Marches.

## Histoire
Son origine remonte au château de Costacciaro « Castrum Costacciari » situé sur une position stratégique de la via Flaminia. La libre commune de Gubbio l'a achetée au cours de la première moitié du XIIIe siècle. 
Lors de l'annexion de Gubbio par le duché d'Urbino, Frédéric de Montefeltro chargea l'architecte militaire Francesco di Giorgio Martini de restructurer les fortifications et de mettre en place un système d'approvisionnement hydrique efficace.
Costacciaro resta liée d'un point de vue administratif à Gubbio jusqu'à la restauration du pouvoir pontifical. 
En 1860, elle fut annexée au royaume d'Italie.

## Monuments et patrimoine
- Église San Francesco datant de la première moitié du XIIIe siècle.
- Il Rivellino, tour défensive projetée par Francesco di Giorgio Martini.
- Tour civique, datant du XIIIe siècle de Siena.

## Personnalités liées à la commune
- Bonaventura Pio Fauni, ministre général des Frères Mineurs du couvent, qui participa de 1543 à 1547 au concile de Trente et, en 1549, fut nommé évêque de Acqui Terme par le pape Paul III.

## Administration
| Période                                  | Période  | Identité         | Étiquette | Qualité |
| ---------------------------------------- | -------- | ---------------- | --------- | ------- |
| 2004                                     | 2009     | Rosella Bellucci |           |         |
| 2009                                     | En cours | Rosella Bellucci |           |         |
| Les données manquantes sont à compléter. |          |                  |           |         |

### Hameaux
Villa Col de’ Canali, Costa San Savino, Ràncana

### Communes limitrophes
Fabriano, Gubbio, Sassoferrato, Scheggia e Pascelupo, Sigillo